# Chiến dịch tấn công Novgorod-Luga
Chiến dịch tấn công Novgorod-Luga (14 tháng 1 - 15 tháng 2 năm 1944) là một chiến dịch quân sự diễn ra trong Chiến tranh Xô-Đức do Hồng quân Liên Xô tổ chức nhằm tấn công vào lực lượng quân đội Đức Quốc xã đang tiến hành vây hãm Leningrad. Lực lượng Liên Xô tham chiến trong chiến dịch này là Phương diện quân Volkhov (về sau có cả cánh trái của Phương diện quân Leningrad), còn đối thủ phía Đức của họ là Tập đoàn quân số 18 thuộc Cụm Tập đoàn quân Bắc. Nhiệm vụ của Phương diện quân Volkhov trong chiến dịch này là giải phóng khu vực Novgorod, giành lại quyền kiển soát tuyến Đường sắt Tháng Mười và phối hợp với Phương diện quân Leningrad để bao vây và tiêu diệt một phần sinh lực của Tập đoàn quân số 18 tại Luga.
Chiến dịch tấn công Novgorod-Luga là một phần của Chiến dịch tấn công Leningrad-Novgorod và diễn ra đồng thời với Chiến dịch tấn công Krasnoye Selo-Ropsha do Phương diện quân Leningrad thực thi. Thắng lợi của hai chiến dịch này đã khiến quân đội Liên Xô kiểm soát tuyến Đường sắt Tháng Mười - tuyến giao thông chủ yếu giữa Leningrad với nội địa Liên Xô và phá giải hoàn toàn sự uy hiếp của quân Đức đối với thành phố này.

## Bối cảnh
Trước tình hình khó có thể trụ vững tại khu vực gần thành phố Leningrad, từ tháng 9 năm 1943 Bộ Tư lệnh của Cụm Tập đoàn quân Bắc đã lên kế hoạch rút khỏi Leningrad về tuyến sông Narva - hồ Chudsko - Pskov - Ostrov - Idritsa (còn gọi là "tuyến Panther-Wotan"). Phía Liên Xô cũng sớm biết được ý đồ này và vì vậy, ngay từ ngày 29 tháng 9 các phương diện quân Leningrad, Volkhov và Tây Bắc đã nhận được lệnh phải tăng cường thu thập thông tin về động tĩnh của quân địch và luôn trong trạng thái sẵn sàng hành động nếu kẻ thủ bắt đầu rút quân.
Tuy nhiên, mãi đến cuối năm 1943, quân Đức vẫn chưa thể rút khỏi Leningrad. Nguyên nhân chủ yếu là do Adolf Hitler. Ông ta tin tưởng rằng quân đội Liên Xô không thể tổ chức một cuộc tấn công quy mô lớn ở mặt trận Tây Bắc và vì vậy đã nhiều lần thẳng thừng từ chối lời thỉnh cầu được rút quân của Georg von Küchler, Tư lệnh Cụm Tập đoàn quân Bắc. Hitler đã bắt buộc quân Đức phải cố thủ tại các cứ điểm hiện tại và chỉ rút quân khi không còn có thể chống đỡ nổi các cuộc tấn công của quân đội Xô Viết.

## Binh lực và kế hoạch

### Quân đội Liên Xô

#### Binh lực
- Phương diện quân Volkhov (tư lệnh: Đại tướng K. A. Meretskov, tham mưu trưởng: trung tướng F. P. Ozerov)
  - Tập đoàn quân số 54 (trung tướng S. V. Roginskiy)
  - Tập đoàn quân số 8 (trung tướng F. N. Starikov)
  - Tập đoàn quân số 59 (trung tướng I. T. Korovnikov)
  - Tập đoàn quân xung kích số 1 (được chuyển từ Phương diện quân Baltic 2 sang Phương diện quân Volkhov vào ngày 2 tháng 2 năm 1944, chỉ huy: trung tướng G. P. Korotokov)
  - Tập đoàn quân không quân số 14 (trung tướng không quân I. P. Zhuravlyov).
- Cánh trái của Phương diện quân Leningrad (tư lệnh: Đại tướng L. A. Govorov)
  - Tập đoàn quân số 42 (thượng tướng I. I. Maslennikov)
  - Tập đoàn quân số 67 (trung tướng V. P. Sviridov)
  - Tập đoàn quân không quân số 13 (thượng tướng không quân S. D. Rybalchenko)

Đầu năm 1944, phương diện quân Volkhov đóng quân theo một tuyến kéo dài từ Gontovoy Lipki đến Lezno, xa hơn nữa là từ sông Volkhov đến hồ Ilmen. Đồng thời, họ cũng chống giữ một đầu cầu vượt sông Volkhov trong khu vực Dymno-Zvanka - đầu cầu này quân đội Liên Xô đã lấy được từ hồi Chiến dịch tấn công Lyuban năm 1942.
Cho đến đầu chiến dịch, Phương diện quân Volkhov có tổng cộng 22 sư đoàn bộ binh, 7 lữ đoàn bộ binh, 4 lữ đoàn xe tăng, 14 trung đoàn xe tăng và pháo tự hành, 2 lực lượng tăng cường cùng sự hỗ trợ của một lượng lớn các đơn vị pháo binh của cả ba phương diện quân (Volkhov, Leningrad, Baltic 2) và của Phương diện quân dự bị. Tổng cộng Phương diện quân Volkhov có 260.000 binh sĩ và sĩ quan, 400 xe tăng và pháo tự hành, 3.633 đại bác và súng cối, 257 máy bay của Tập đoàn quân không quân số 14. Hai phương diện quân Leningrad và Volkhov sẽ được yểm hộ bởi 330 máy bay của Lực lượng không quân tầm xa.
Hỗ trợ cho mũi chủ công của hai phương diện quân Leningrad và Volkhov là mũi phụ công của phương diện quân Baltic 2, với nhiệm vụ tấn công theo hướng идрицком và phía Bắc của Novosokolniki nhằm găm giữ Tập đoàn quân số 16 (Đức), không cho quân Đức điều binh từ đơn vị này sang tăng viện cho Tập đoàn quân số 18. Thêm vào đó, lực lượng chủ lực của quân đội Liên Xô còn nhận được sự hỗ trợ của 13 lữ đoàn du kích (với quân số 35.000 người) . Nhiệm vụ của các nhóm du kích là sẽ tổ chức nổi dậy tiêu diệt các chính quyền thân Đức ở địa phương, không cho quân Đức thực hiện các hành động tiêu thổ, phá hoại tài sản cũng như bắt dân cư Nga chở sang đất Đức, phá hoại các tuyến tiếp vận và liên lạc đường bộ của quân Đức, và giúp đỡ quân đội Liên Xô tiến công tiêu diệt địch.

#### Kế hoạch

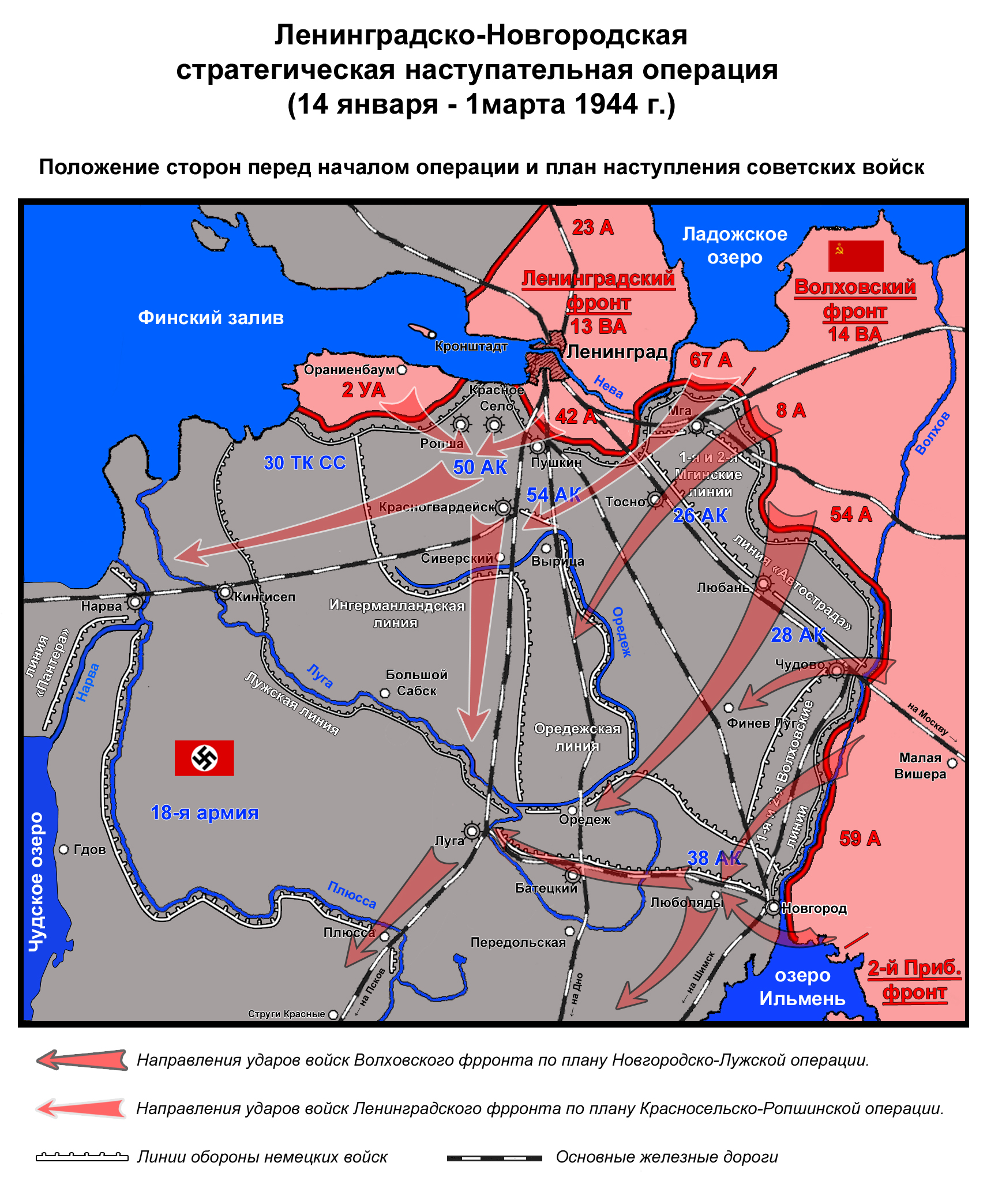
Sơ đồ bố trí binh lực và hướng tấn công của các phương diện quân Leningrad và Volkhov.

Vào tháng 9 năm 1943, hội đồng quân sự của các Phương diện quân Leningrad và Volkhov đã trình lên Đại bản doanh Bộ Tổng tư lệnh Tối cao Liên Xô (STAVKA) kế hoạch và một cuộc tấn công quy mô lớn do hai phương diện quân này cùng phối hợp thực hiện, với mục tiêu là đánh bại chủ lực của Tập đoàn quân số 18 (Đức) và phá giải hoàn toàn sự uy hiếp của quân địch đối với thành phố Leningrad. Theo kế hoạch, hai phương diện quân phải cùng lúc tổ chức hai đòn đánh mạnh để tiêu diệt cụm quân Petergof-Strelna (được thực thi trong chiến dịch Krasnoye Selo-Ropsha của Phương diện quân Leningrad) và cụm quân Novgorod - đóng tại cạnh sườn của Tập đoàn quân số 18. Tiếp đó, quân đội Liên Xô sẽ phát triển lên Kingisepp, Luga và bao vây chủ lực của quân địch. Cuối cùng, Hồng quân sẽ tiến tới Narva, Pskov và Idritsa, hoàn tất việc giải phóng tỉnh Leningrad và tạo tiền để cho các cuộc tấn công mới vào khu vực Baltic.
Riêng về phần mình, hội đồng quân sự của Phương diện quân Volkhov đã chia kế hoạch tấn công của mình thành 3 giai đoạn. Giai đoạn thứ nhất, phương diện quân dự kiến sẽ đục thủng các phòng tuyến của quân Đức và giải phóng Novgorod. Giai đoạn thứ hai, phương diện quân phải đột phá sâu chừng 30 cây số và tiếp cận Luga. Việc giải phóng Luga và phát triển tấn công lên Ostrov, Pskov sẽ được thực hiện trong giai đoạn thứ ba. Nếu mọi chuyện diễn ra suôn sẻ, quân đội Liên Xô sẽ thi hành luôn "giai đoạn thứ tư" là chuẩn bị giải phóng nhanh các nước vùng Baltic.
Đòn tấn công chính của phương diện quân Volkhov sẽ do Tập đoàn quân số 59 thực hiện, đánh từ đầu cầu bên bờ trái sông Volkhov cách Novgorod 30 cây số về phía Bắc. Một mũi công kích khác của Tập đoàn quân số 59 sẽ được mở ở phía Nam của Novgorod với xuất phát điểm là đầu nguồn sông Volkhov ở hồ Ilmen. Hai mũi tấn công này sẽ vòng qua Novgorod, gặp nhau ở Lyubolyady và tạo thành vòng vây đối với quân Đức đồn trú trong Novgorod. Sau khi giải phóng thành phố này, Tập đoàn quân số 59 sẽ tiến lên phía Tây Bắc theo hướng Luga và tiến xuống phía Tây Nam theo hướng Shimsk. Nếu nhanh chóng giải quyết Luga, quân đội Liên Xô sẽ có cơ hội cắt đứt đường lui binh của quân Đức từ các khu vực Mga, Tosno, Chudovo và Lyuban, vốn sẽ rút chạy trước sức ép của các tập đoàn quân số 8, 54 và 67 thuộc Phương diện quân Leningrad. Nhìn chung, nhiệm vụ của cả hai phương diện quân là tìm mọi cách lấy lại quyền kiểm soát tuyến đường sắt Kirov và Tháng Mười - con đường huyết mạch nối thành phố Leningrad với vùng nội địa Liên Xô.
Kế hoạch được Đại bản doanh chấp thuận. Trong thời gian đó, do nhận được các thông tin về khả năng xảy ra một cuộc rút quân có tổ chức của Cụm Tập đoàn quân Bắc, Bộ Tổng tư lệnh Tối cao Liên Xô đã soạn thảo hai kế hoạch tấn công tương ứng với hai động thái có thể xảy ra của quân Đức: kế hoạch Neva-1 đặt trường hợp quân Đức tổ chức rút lui sớm và vì vậy quân đội Liên Xô phải lập tức tung quân tấn công truy kích kẻ thù; kế hoạch Neva-2 đặt trường hợp quân Đức sẽ cố bám trụ thêm một thời gian và quân đội Liên Xô sẽ tổ chức một cuộc tấn công được chuẩn bị kỹ lưỡng, lần lượt đột phá từng lớp phòng ngự của kẻ địch.

### Quân đội Đức Quốc xã

#### Binh lực
- Cụm Tập đoàn quân Bắc (tư lệnh: Thống chế Geogr von Küchler, từ ngày 1 tháng 2 là Thương tướng Walter Model)
  - Tập đoàn quân số 18 (trung tướng kỵ binh Georg Lindenmann)
  - Tập đoàn quân số 16 (trung tướng pháo binh Christian Hansen)
  - Tập đoàn quân không quân số 1 (tướng Kurt Pflyugbeyl)

Chong mặt đối diện với phương diện quân Volkhov tại đây là một phần Tập đoàn quân số 18 của Đức, bao gồm 3 sư đoàn bộ binh thuộc không quân, 6 sư đoàn bộ binh và 3 lữ đoàn bộ binh thuộc các quân đoàn số 38, 26, 28. Tại đây, quân Đức đã xây dựng được một hệ thống phòng ngự kỹ lưỡng bao gồm nhiều trung tâm phòng ngự, nổi bật nhất là các cứ điểm tại Mga, Tosno, Lyuban, Chudovo và Novgorod. Tại hướng tấn công chính của khu vực phía Bắc Novgorod, quân Đức đã bố trí hai tuyến phòng ngự: tuyến thứ nhất chạy dọc theo tuyến đường sắt Novgorod - Chudovo, còn tuyến thứ hai dựa theo sông Kerest. Những khu vực xung quanh thành phố Novgorod cũng được bao bọc bởi ba lớp phòng thủ. Những tòa nhà bằng đá trong thành phố thì được tận dụng làm các hỏa điểm và boong-ke cho quân đồn trú.

## Diễn biến, 14-31 tháng 1

### Giải phóng Novgorod

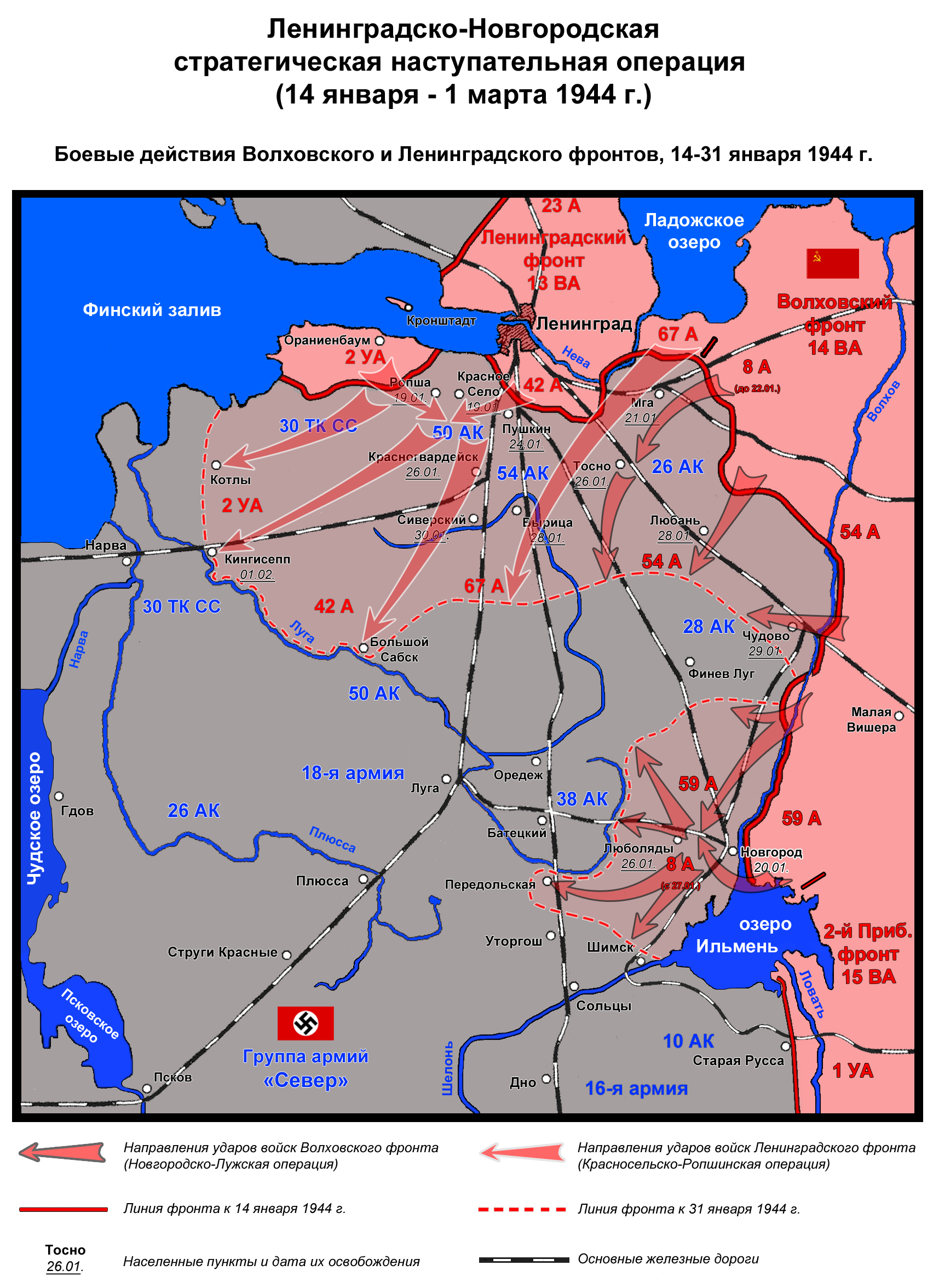
Chiến dịch Sấm Tháng Giêng và Novgorod-Luga, ngày 14 — 31 tháng 1 năm 1944

Ngày 14 tháng 1, hai phương diện quân Volkhov và Leningrad nổ súng tấn công. Chuỗi chiến dịch Leningrad-Novgorod cũng như chiến dịch Novgorod-Luga chính thức mở màn. Vào lúc 10 giờ 50 phút sáng, sau một loạt pháo bắn chuẩn bị dữ dội, tập đoàn quân số 59 của phương diện quân Volkhov bắt đầu ồ ạt xung phong, tấn công vào trận địa của sư đoàn khinh binh số 28, sư đoàn bộ binh thuộc không quân số 28 và lữ đoàn Latvia SS số 2 của quân đội Đức.
Tại khu đầu cầu phía Bắc của Novgorod, quân Đức đã chịu một đòn tấn công của quân đoàn bộ binh số 6 (bao gồm các sư đoàn bộ binh số 65, 239, 310) và quân đoàn bộ binh số 14 (bao gồm các sư đoàn bộ binh số 191, 225 và 378). Trong ngày tấn công đầu tiên, bão tuyết dày đặc đã cản tầm nhìn của pháo binh và không cho phép không quân hoạt động, đồng thời phần lớn số xe tăng bị sa lầy trong các đầm lầy và các hố sụt; vì vậy các đơn vị bộ binh không nhận được sự hỗ trợ hiệu của từ các quân binh chủng này. Các quân đoàn bộ binh số 6 và 14 chiến đấu đơn độc đã không thể gặt hái được nhiều thành quả; chỉ có các sư đoàn bộ binh số 239 và 378 đục thủng được phòng tuyến quân địch và tiếp tục đột phá sâu hơn.
Cánh phía Nam của Novgorod - do Thiếu tướng T. A. Sviklina chỉ huy và có nhiệm vụ phối hợp với quân đoàn bộ binh số 6 bao vây Novgorod - tỏ ra thành công hơn. Lực lượng tiên phong của cánh này là lữ đoàn bộ binh số 58 (thuộc sư đoàn bộ binh số 225) và các tiểu đoàn bộ binh trượt tuyết số 44, 34 trong đêm 14 tháng 1 đã hành quân vòng qua Novgorod trên mặt băng của hồ Ilmen, tiếp cận bờ Tây Bắc của hồ vào lúc bình minh hôm sau và đánh tan lữ đoàn Latvia SS (Đức) tại đây, thiết lập một đầu cầu có chiều dài 5 cây số và chiều rộng 4 cây số.
Trước nguy cơ khối quân Đức đồn trú ở Novgorod bị bao vây, Cụm Tập đoàn quân Bắc vội vã đem quân tới tăng viện. Một phần sư đoàn số 290 và trung đoàn kỵ binh "Nord" đã được chuyển tới hồ Ilmen để chặn mũi công kích Nam Novgord của tập đoàn quân số 59; còn một trung đoàn của sư đoàn bộ binh số 290 cũng được điều từ Mga về củng cố mặt Bắc của Novgorod.
Ngày 15 tháng 1, các thê đội tuyến 2 của Tập đoàn quân số 59 cũng được tung vào khu vực chung quanh Novgorod. Một phần của sư đoàn bộ binh số 239 cùng với các lữ đoàn xe tăng số 16, 29 đã hành quân đến trận địa để tiếp ứng cho quân đoàn bộ binh số 6. Sau nhiều trận kịch chiến, trong các ngày 15-16 tháng 1 quân đội Liên Xô đã đẩy lui sư đoàn bộ binh nhẹ số 28 và sư đoàn bộ binh số 24 của Đức và cắt đứt tuyến đường sắt Chudovo - Novgorod. Đến ngày 17, các quân đoàn số 6 và 14 đã đục thủng tuyến phòng ngự chính của quân địch trên một chính diện 20 cây số và đã đột phá sâu 8 cây số. Trong những ngày sau đó, các đơn vị cơ động của quân đoàn bộ binh số 6 đã tiến quân băng qua những khu vực đầm lầy, rừng núi và đến ngày 20 tháng 1 đã tiếp cận tuyến đường sắt Novgorod - Batyetskiy, cách Nashi (???) 2 cây số về phía Đông. Cùng lúc đó, mũi công kích phía Nam Novgorod - được tăng cường bởi các sư đoàn bộ binh số 372, 225 và một số đơn vị pháo binh cũng đẩy mạnh tiến công. Đến ngày 18 tháng 1, sư đoàn bộ binh số 372 đã kiểm soát tuyến đường bộ và đường sắt Novgorod - Shimsk và tiếp tục phát triển lên Staroy Melnitsy (???) và Gorynyeva (???).
Các đợt tấn công của quân đội Liên Xô tại phía Bắc và phía Nam Novgorod đã khiến quân đoàn số 38 (Đức) đứng trước nguy cơ bị bao vây. Nhằm cứu vãn tình hình, bộ chỉ huy của Tập đoàn quân số 18 (Đức) đã đưa các sư đoàn bộ binh số 21, 121, sư đoàn bộ binh nhẹ số 8 và một số đơn vị khác về tăng viện cho Novgorod, nhưng tình thế rõ ràng là đã không thể nào vãn hồi. Ngày 18 tháng 1, Geogr Lindenmann hạ lệnh cho quân Đức bỏ Novgorod, rút về trấn thủ Batyetskiy trên con đường duy nhất nối giữa hai thành phố này.
Sáng 20 tháng 1, các sư đoàn bộ binh số 191, 225 (của quân đoàn bộ binh số 14) và sư đoàn bộ binh số 7 (của lực lượng dự bị) đã giải phóng Novgorod mà không phải nổ phát súng nào. Một phần của sư đoàn bộ binh nhẹ số 28, sư đoàn bộ binh thuộc không quân số 1 và trung đoàn kỵ binh SS "Nord" đã rút chạy khỏi thành phố vào ngày 19 tháng 1, bỏ lại hết những vũ khí nặng. Однако выйти из окружения немецким войскам не удалось. Vào ngày 20 tháng 10, cách Novgorod 10 cây số về phía Tây, tại Gorynyeva, sư đoàn bộ binh số 372 (thuộc mũi công kích phía Nam Novgorod) và quân đoàn bộ binh số 6 đã gặp nhau, cắt đường lui của một khối lớn quân Đức. Phần lớn quân Đức trong vòng vây đã bị tiêu diệt, trong đó có 3.000 người bị bắt.

### Giải phóng tuyến Đường sắt Tháng Mười
Ngày 16 tháng 1, Tập đoàn quân số 54 nổ súng tấn công với mục tiêu là nhằm ghim giữ lực lượng địch quân. Sau đó, theo kế hoạch, tập đoàn quân số 54 sẽ phối hợp với các tập đoàn quân số 8 và 67 (Phương diện quân Leningrad) tiến công bao vây và tiêu diệt một phần sinh lực của các quân đoàn số 26 và 28 (Đức) tại khu vực Mga, Chudovo, Lyuban. Do sự chống cự quyết liệt của quân Đức, trong suốt 4 ngày Tập đoàn quân số 54 chỉ có thể đột phá được 5 cây số và không thể dập tắt sức kháng cự của các lực lượng địch thuộc sư đoàn bộ binh số 121, 21, 12 và sư đoàn bộ binh thuộc không quân số 13. Giữ vững Chudovo và Lyuban là một nhiệm vụ rất quan trọng đối với quân Đức vì tuyến đường sắt Tháng Mười và tuyến đường bộ Moskva-Leningrad nằm trên một phòng tuyến trung gian của quân Đức gọi là "Avtoban", theo kế hoạch trước đó sau khi rút lui khỏi Mga thì quân đội Đức sẽ tạm thời dừng chân ở đây.
Ngày 21 tháng 1, quân Đức bắt đầu rút lui khỏi Mga. Ngay khi phát hiện ra các dấu hiệu lui binh ở gần khu vực Mga-Sinyavino, Tập đoàn quân số 67 (phương diện quân Leningrad) và Tập đoàn quân số 8 (phương diện quân Volkhov) ngay lập tức tung quân truy kích. Cho đến chiều ngày 21 tháng 1, Mga được giải phóng và sau đó quân đội Liên Xô đã giành lại quyền kiểm soát tuyến đường sắt Kirov. Tuy nhiên, trong những ngày sau đó các đợt tiến công của quân đội Liên Xô không được thuận lợi như thế. Sư đoàn bộ binh số 212 (Đức) - lực lượng cản hậu tại Mga có nhiệm vụ bảo vệ cho quân đoàn số 26 đang rút lui - đã chống trả quyết liệt và làm chậm bước tiến của quân đội Liên Xô, tạo điều kiện cho chủ lực quân Đức tiếp tục rút lui và chống giữ tuyến đường sắt Tháng Mười.
Việc quân Đức lui binh khỏi Mga đã buộc phương diện quân Leningrad phải thay đổi kế hoạch ban đầu là sử dụng tập đoàn quân số 42 tấn công vào khu vực Pushkin, Slutsk [~ 4] và Tosno, hợp lực với Tập đoàn quân số 67 và các lực lượng của Phương diện quân Volkhov bao vây các quân đoàn số 26 và 28 của Đức tại khu vực Mga, Tosno và Lyuban. Trước tình hình mới, Tập đoàn quân số 42 chuyển sang tấn công cứ điểm quan trọng Krasnogvardeisk, giao lại nhiệm vụ giải phóng tuyến Đường sắt Tháng Mười cho Tập đoàn quân số 67 và Phương diện quân Volkhov.
Ngày 22 tháng 1, Hội đồng quân sự Phương diện quân Volkhov trình lên Đại bản doanh kế hoạch về chiến dịch tấn công Novgorod-Luga. Mục tiêu của chiến dịch có liên hệ tới tình hình hiện thời là cụm quân Novgorod bị tiêu diệt và việc quân Đức rút chạy khỏi Lyuban, Mga; vì vậy Tập đoàn quân số 59 sẽ tiếp tục phát triển lên hướng Luga và giải phóng thành phố này; còn Tosno và Lyuban sẽ do các Tập đoàn quân số 8 và số 54 hợp lực xử lý. Kế hoạch được Đại bản doanh phê chuẩn (cùng với một số chỉnh sửa nhỏ) thông qua chỉ thị số 220013 ban hành cùng ngày, trong đó có nêu chi tiết:
| “                | Phải làm chủ Luga không muộn hơn ngày 29-30 tháng 1. Đến lúc này, cánh trái phải tiếp cận Luga, Soltsy. Cánh phải làm chủ Lyuban không muộn hơn ngày 23-24 tháng 1 để tạo điều kiện cho cánh trái đánh chiếm Lyenfronta, Tosno và выдвижении на Siverskiy. | ” |
| — Đại bản doanh, | |   |

Thêm vào đó, để đảm bảo việc chỉ huy được hiệu quả, Đại bản doanh đã ủy quyền chuyển phần lớn binh lực của Tập đoàn quân số 8 sang Tập đoàn quân số 54. Tổng hành dinh của Tập đoàn quân số 8 cũng được chuyển sang cánh trái trên khu vực hồ Ilmen để tăng cường khả năng chỉ huy các đơn vị quân đội Liên Xô đang tấn công.
Trong thời điểm này, quân Đức đóng tại tuyến đường sắt Tháng Mười vẫn tiếp tục chống cự ác liệt, tuy nhiên họ đã nhận ra rằng phòng tuyến tạm thời này không giữ chân quân đội Liên Xô được lâu và vì vậy quân Đức lại lục tục chuẩn bị rút lui về phía Tây.
Ngày 25 tháng 1, Tập đoàn quân số 54 sau khi nhận được binh lực tăng cường từ tập đoàn quân số 8, 67 và lực lượng dự bị, tiếp tục nổ súng tấn công. Ngày 26 tháng 1, các sư đoàn bộ binh số 124, 364 và lữ đoàn bộ binh số 1 (chuyển từ tập đoàn quân số 67 sang tập đoàn quân số 54) đã giải phóng Tosno. Ngày 28 các sư đoàn bộ binh số 80, 281, 374, 177 giải phóng Lyuban, và đến ngày 29 các sư đoàn bộ binh số 29, 44 cùng các lữ đoàn số 14, 53 giải phóng Chudovo. Cùng ngày hôm đó, Hội đồng quân sự của phương diện quân Volkhov gửi báo cáo về việc giải phóng hoàn toàn tuyến đường sắt Tháng Mười cho Đại bản doanh, trong đó có đoạn:
| “ | Lực lượng của Phương diện quân Volkhov, tiếp tục cuộc tấn công, vào lúc 24 giờ ngày 28 tháng 1 đã nhanh chóng công kích từ phía Đông, Bắc, và Tây của Chudovo, tiêu diệt quân địch tại đây, kiểm soát điểm nút giao thông lớn nhất trên tuyến đường sắt Tháng Mười và thành phố Chudovo thuộc tỉnh Leningrad, превращенным немцами в сильно укреплённый узел сопротивления. Như vậy, tuyến đường sắt Tháng Mười và tuyến đường bộ Leningrad dọc theo nó từ Tosno đến Sosnitskaya Pristani đã được giải phóng khỏi tay quân xâm lược Đức. | ” |

Quân đội Liên Xô tiếp tục truy kích và đến ngày 31 tháng 1, Tập đoàn quân số 54 đã tiếp cận tuyến Sluditsy - Eglino (???) - Apraksin Bor - Glushitsa (???). Cùng lúc đó, Tập đoàn quân số 42 của Phương diện quân Leningrad đã giải phóng Krasnogvardeisk, và một phần của Tập đoàn quân số 67 cũng quét sạch quân Đức khỏi Pushkin và Slutsk. Đến cuối tháng 1, các tập đoàn quân xung kích số 2 và tập đoàn quân số 42 của Phương diện quân Leningrad đã tiếp cận bờ sông Luga tại khu vực Kotly, Kingisepp và Bolshoi Sabsk, còn Tập đoàn quân số 67 đã tiến tới Siverskiy.

### Chiến sự ở Luga trong tháng 1
Sau khi giải phóng Novgorod, Tập đoàn quân số 59 lập tức hành quân đến Luga. Nếu giải phóng thành công Luga, quân đội Liên Xô có thể bao vây phần lớn chủ lực của Tập đoàn quân số 18 (Đức). Ở phía Tây theo hướng Narva, quân Đức bố trí 5 sư đoàn còn ở Tây Nam theo hướng Pskov là 14 sư đoàn (3/4 binh lực của Tập đoàn quân số 18) [17]. Vì lý do này, Đại bản doanh đã yêu cầu phải làm chủ Luga không muộn hơn ngày 29-30 tháng 1.
Mũi tấn công chính của Tập đoàn quân số 59 do quân đoàn bộ binh cận vệ số 6 đảm trách, có nhiệm vụ đập nát sức kháng cự của quân Đức tại khu vực Batetskiy và cùng với quân đoàn bộ binh số 112 (tiến quân ở cánh phải) tổ chức phát triển tấn công lên Luga. Cùng lúc đó, quân đoàn bộ binh số 112 cũng có nhiệm vụ đánh theo hướng Finyov Lug và cắt đường lui của quân Đức từ tuyến đường sắt Tháng Mười. Tại cánh trái, tập đoàn quân số 59 bố trí cho quân đoàn bộ binh số 7 tiến theo hướng tuyến đường sắt Leningrad - Dno, còn quân đoàn bộ binh số 14 thì đi theo hướng Tây Nam về phía Shimsk .
Bộ chỉ huy quân Đức, lúc này đã nhận ra tình thế nguy hiểm, vội vã tổ chức lại lực lượng và điều binh tới tăng viện cho Luga. Một vài cụm tác chiến đã được thành lập với nhiệm vụ ngăn chận bước tiến của Hồng quân về Luga và đảm bảo cho quân đoàn số 28 có thời gian rút lui khỏi khu vực này cũng như các khu vực Lyuban và Chudovo. Ngày 21 tháng 1, cụm tác chiến "Schulte" (bao gồm lữ đoàn SS Latvia số 2, một phần của sư đoàn bộ binh nhẹ số 2, sư đoàn bộ binh số 24, 121 và 21) tham gia trấn thủ tại tuyến Spasskaya Polisty - Tatino, bảo vệ cho khu vực Finyov Lug. Cụm tác chiến "Shpet" (một phần của sư đoàn bộ binh thuộc không quân số 1 và lữ đoàn kỵ binh "Nord") và sư đoàn bộ binh nhẹ số 8 trấn thủ hai phía của tuyến đường sắt Novgorod - Batetskiy, và cụm tác chiến "Ferguta" (một phần của lữ đoàn kỵ binh "Nord" và sư đoàn bộ binh số 290) trấn thủ hướng Shimsk.
Quân đội Liên Xô vẫn tiếp tục tấn công. Các quân đoàn bộ binh số 6 và lữ đoàn xe tăng số 29 tiến thẳng tới Luga, tuy nhiên trên đường đi họ gặp phải sự kháng cự quyết liệt của quân Đức và không thành công trong việc đột phá phòng tuyến của quân địch. Mãi tới ngày 26 tháng 1, sau nhiều ngày kịch chiến, mũi tấn công của Hồng quân dọc theo tuyến đường sắt Novgorod - Batyetskiy đã đẩy lui quân Đức, giải phóng Lyubolyady và tiến tới sông Luga.
Tình hình ở cánh trái tỏ ra khả quan hơn. Sau 5 ngày chiến đấu, quân đoàn bộ binh số 7 đã dần dần dập tắt sức kháng cự của quân Đức và đột phá sâu 30-35 cây số về phía Tây và tiếp cận sông Luga, gần làng Trebon (???). Cùng lúc đó, sư đoàn bộ binh số 256 với sự trợ giúp của lữ đoàn xe tăng cận vệ số 7 và lữ đoàn du kích số 5 đã đánh chiếm ga Peredolskaya trên tuyến đường sắt Leningrad-Dno, còn sư đoàn bộ binh số 382 đánh bại sư đoàn bộ binh nhẹ số 8 (Đức) và giải phóng làng Medved, cắt đứt tuyến đường sắt Luga - Shimsk. Quân đoàn bộ binh số 14 và lữ đoàn xe tăng số 16 cũng quét sạch quân Đức khởi bờ Tây Bắc hồ Ilmen và đến ngày 26 tháng 1 đã tiếp cận Shimsk nhưng chưa thể giải phóng thành phố. Quân Đức đồn trú ở Shimsk đã chống cự quyết liệt nhằm bảo vệ tuyến đường liên lạc quan trọng giữa 2 tập đoàn quân số 18 và 16 của Đức.
Do Shimsk chỉ là một mục tiêu nhỏ, bộ chỉ huy của Phương diện quân Volkhov cho tạm dừng tấn công ở đây và dồn sức lên khu vực Luga. Vào ngày 25 tháng 1, các quân đoàn bộ binh số 7 (bao gồm các sư đoàn bộ binh số 256, 382, 372) và số 14 cùng với các lữ đoàn xe tăng số 16, 122 và lữ đoàn xe tăng cận vệ số 7 của Tập đoàn quân số 59 đã được chuyển cho Tập đoàn quân số 8. Tập đoàn quân số 8 sẽ nhận nhiệm vụ tấn công Luga từ phía Nam và Đông Nam nhằm hỗ trợ cho mũi công kích của Tập đoàn quân số 59. Cánh trái của Tập đoàn quân số 8 được bảo vệ bởi đơn vị tăng cường số 150 trấn thủ ở khu vực gần Shimsk.
Ngày 27 tháng 1, Tập đoàn quân số 59 (lúc này chỉ còn các quân đoàn bộ binh số 6, 112 và một lữ đoàn xe tăng) tiếp tục tấn công theo hướng Luga dọc theo tuyến đường sắt Novgorod - Batyetskiy. Sau nhiều ngày chiến đấu kịch liệt, Tập đoàn quân số 59 vẫn không thành công trong việc đột phá trận tuyến quân Đức và chỉ giành được những thắng lợi mang tính cục bộ. Quân đoàn bộ binh số 6 không thể hạ được cứ điểm mạnh tại Batyetskim còn quân đoàn bộ binh số 112 cũng không chiếm được Oredezh và cắt dứt tuyến đường bộ Luga; điều này khiến một phần quân đoàn số 28 (Đức) có thể rút lui an toàn về Chudovo. Tình hình tương tự diễn ra đối với Tập đoàn quân số 8. Nguyên do là, ý thức được tầm quan trộng của nhà ga Peredolskaya, quân đội Đức nhiều lần tổ chức phản kích vào điểm giao thông quan trọng này với lực lượng của sư đoàn thiết giáp số 12 và sư đoàn cảnh vệ số 285. Cuộc chiến tại nhà ga đã diễn ra hết sức ác liệt; Peredolskaya nhiều lần đổi chủ từ Liên Xô sang Đức rồi lại trở về phía Liên Xô. Cuối cùng, quân đội Liên Xô vẫn đứng vững ở Peredolskaya nhưng do chịu nhiều thiệt hại nặng nề, Tập đoàn quân số 8 không còn đủ sức để phát triển tấn công lên Luga nữa.
Như vậy là kế hoạch "giải phóng Luga chậm nhất là ngày 29-30 tháng 1" coi như thất bại. Rõ ràng quân Đức đã cố giữ "tuyến Luga" bằng bất cứ giá nào và đã đổ dồn mọi lực lượng hiện có về đây; vào đầu tháng 2 khu Luga đã tập trung sư đoàn thiết giáp số 12, 4 sư đoàn bộ binh, 6 cụm tác chiến bộ binh cấp sư đoàn và những lực lượng còn sót lại của 6 sư đoàn, lữ đoàn khác. Thất bại tại Luga đã khiến tập đoàn quân số 18 (Đức) có điều khiện rút lui khỏi Leningrad và bảo toàn được phần lớn lực lượng. Nguyên nhân của thất bại này là do vào cuối tháng 1, quân đội Liên Xô đã không tập trung đủ binh lực trên các hướng tấn công chính cộng với địa hình phức tạp, thời tiết xấu, tuyến tiếp vận kéo dài, thiếu sự hỗ trợ của không quân và việc các lực lượng xe tăng đã bị hao hụt nhiều từ trước.
Không hài lòng với kết quả chiến dịch, ngày 29 tháng 1 Đại bản doanh ra chỉ thị yêu cầu phương diện quân Volkhov tạm gác lại mục tiêu Shimsk và Soltsy, dồn hết binh lực vào nhanh chóng giải phóng Luga. Đại bản doanh cũng tăng cường cho Phương diện quân thêm 15.000 quân nhân và 150 xe tăng, bổ sung cho phần binh lực đã hao hụt trong các đợt tấn công trước. Tuy nhiên, suốt nhiều ngày sau đó, chiến sự vẫn diễn biến ác liệt và các Tập đoàn quân số 8, 59 cũng chưa thể hoàn thành nhiệm vụ được giao.

### Kết quả
Cho đến cuối tháng 1 năm 1944, hai Phương diện quân Leningrad và Volkhov đã đẩy lui được quân Đức, phá giải hoàn toàn vòng phong tỏa của kẻ địch đối với thành phố Leningrad. Tuy nhiên, Tập đoàn quân số 18 (Đức) vẫn bảo toàn được phần lớn chủ lực và tiếp tục chống cự mạnh mẽ. Đầu tháng 2 năm 1944, hai Phương diện quân Liên Xô tiếp tục các cuộc tấn công vào Tập đoàn quân số 18. Đối với Phương diện quân Leningrad, các Tập đoàn quân số 42 và Tập đoàn quân xung kích số 2 sẽ tổ chức công kích vào tuyến Narva, còn Tập đoàn quân só 67 sẽ tấn công vào Luga từ phía Bắc và Đông Bắc. Còn đối với Phương diện quân Volkhov, mục tiêu chủ chốt của họ vẫn là phải hạ gục Luga, với các lực lượng hiện có là Tập đoàn quân số 59, 8 và 54.
Do Phương diện quân Volkhov không thể giải phóng Luga trong tháng 1 như dự định, Đại bản doanh buộc phải tổ chức điều chỉnh lại việc bố trí lực lượng cũng như ban hành một số thay đổi đối với kế hoạch ban đầu của Phương diện quân. Theo đề nghị của L. A. Govorov, vào ngày 1 tháng 2 Đại bản doanh đã quyết định thay đổi hướng tấn công của Tập đoàn quân số 42: lần này Tập đoàn quân sẽ tiến theo hướng Gdov, bỏ qua "cụm quân Luga" (Đức) ở phía Tây Bắc, cắt đứt tuyến liên lạc của quân Đức trên tuyến Luga - Pskov, hỗ trợ cho Tập đoàn quân số 67 và Phương diện quân Volkhov giải phóng Luga. Thêm vào đó, ngày 2 tháng 2 Tập đoàn quân xung kích số 1 của Phương diện quân Baltic 2 được chuyển giao cho Phương diện quân Volkhov để tăng cường lực lượng cho Phương diện quân này.

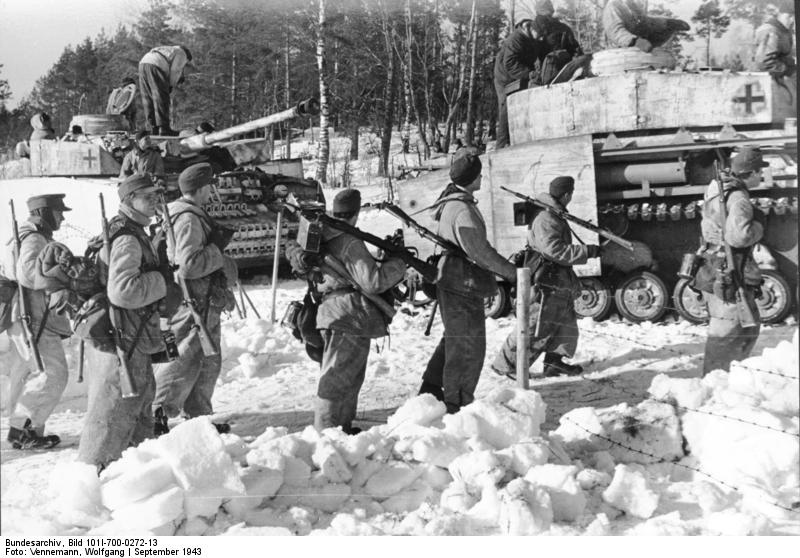
Quân đội Đức thuộc Cụm Tập đoàn quân Bắc chuẩn bị tấn công. Mùa đông 1943-44.

Về phía Đức, hiểu rõ Tập đoàn quân số 18 đang đứng trước nguy cơ bị bao vây và tiêu diệt, tư lệnh của Cụm Tập đoàn Bắc Geogr von Küchler đã lập ngay kế hoạch rút binh khỏi khu vực Luga. Tuy nhiên, vào ngày 30 tháng 1 Adolf Hitler lần nữa lại ra lệnh "cấm rút lui", yêu cầu cố thủ "tuyến Luga" để giữ mối liên lạc giữa hai Tập đoàn quân số 16, 18 và ngăn chặn đà tiến công của quân đội Liên Xô. Mệnh lệnh này gặp phải sự phản đối quyết liệt của Küchler vì ông cho rằng yêu cầu này là không thể nào thực hiện được, thế là Hitler huyền chức ông ta và thay bằng Walter Model, người đã ban hành lệnh giữ từng tấc đất ngay khi vừa mới nắm quyền. Kế hoạch phòng thủ của Model - mang tên gọi "Thanh kiếm và Lá chắn" (Schild und Schwert) - có nội dung là tổ chức phòng thủ chủ động và tung nhiều đòn phản kích dữ dội nhằm chặn các mũi tiến công của quân đội Liên Xô và khôi phục lại một phòng tuyến liên tục giữa  hai Tập đoàn quân Đức, và lực lượng chính của Tập đoàn quân số 18 tại khu vực Luga (gồm 2 quân đoàn), обособленно сражавшимися в районе Нарвы. Và, nhằm củng cố khu vực Luga, quân Đức đã điều một số đơn vị thuộc Tập đoàn quân số 16 đến trấn thủ tại nơi này. Thêm vào đó, để khôi phục lại mặt trận liên tục và đảm bảo tuyến liên lạc giữa hai Tập đoàn quân, ngày 6 tháng 2, dựa trên sự quản lý của quân đoàn Latvia SS số 6, một cụm tác chiến mang tên "Friessner" (đạt theo tên người chỉ huy của nó, trung tướng bộ binh Johannes Frießner, bao gồm các quân đoàn số 38 và 10) được thành lập để bảo vệ Luga.

## Diễn biến, 1-15 tháng 2

### Hoạt động của Phương diện quân Leningrad
Ngày 31 tháng 1, Tập đoàn quân số 42 hành quân vòng qua Luga và tiếp tục truy kích quân đoàn số 50 (Đức) đang rút chạy về phía Narva. Trong vòng vài ngày, với sự hỗ trợ của các lực lượng du kích, Tập đoàn quân số 42 đã giải phóng được nhiều vùng lãnh thổ trong đó có Lyady, Sara Gory (???), Gdov và tiến sát đến bờ hồ Chudsko. Sang đầu tháng 2, bộ tư lệnh Phương diện quân Leningrad bắt đầu giao cho Tập đoàn quân số 42 một nhiệm vụ mới: vòng qua cụm quân Luga (Đức) từ phía Tây và Tây Bắc, hỗ trợ Tập đoàn quân số 67 và Phương diện quân Volkhov giải phóng Luga. Theo kế hoạch mới, quân đoàn số 108 tiếp tục tiến tới Yamm thuộc tỉnh Pskov còn các quân đoàn bộ binh số 123, 116 từ khu vực Lyady ở phía Tây Nam tiến công vào Plyussa, Struga (???), tìm cách cắt đứt tuyến đường bộ Luga - Pskov. Hoạt động của Tập đoàn quân số 42 một lần nữa khiến Tập đoàn quân số 8 (Đức) đứng trước nguy cơ bị bao vây. Trước tình hình đó, Walter Model hạ lệnh cho quân Đức bằng mọi giá phải chống giữ tuyến Luga-Pskov và điều các sư đoàn bộ binh số 11, 212, 215, 24, 58, 21, 207 và sư đoàn bộ binh thuộc không quân số 13 tới trấn thủ khu vực từ phía Tây Luga tới hồ Chudsko. Các sư đoàn thiết giáp số 12, sư đoàn bộ binh thuộc không quân số 12 và sư đoàn bộ binh số 126 cũng được yêu cầu chuẩn bị một đòn phản kích từ hồ Chudsko đánh lên phía Bắc.
Tuy nhiên, vào ngày 7 tháng 2, số quân Đức đang chuẩn bị phản kích đã bị Tập đoàn quân số 42 tấn công trước. Tại khu vực Yamm trên bờ sông Zhelbye, chiến sự bùng nổ ác liệt giữa một bên là quân đoàn bộ binh số 108 (Liên Xô) và sư đoàn bộ binh số 207 (Đức); còn giữa sông Luga và Plyussa thì các quân đoàn bộ binh số 116th và 123rd của quân đội Liên Xô - đang tiến về hướng Strugi Krasniye - cũng đang tấn công các cứ điểm của quân đoàn bộ binh số 58 và quân đoàn bộ binh thuộc không số 13 của Đức. Vào ngày 10, sư đoàn thiết giáp số 12 mở một đợt phản kích đánh vào các sư đoàn bộ binh số 196 và 128 (thuộc quân đoàn bộ binh số 108) tại Yamm nhưng không thu được kết quả đáng kể. Đế ngày 12, quân đoàn bộ binh số 108 đẩy lui quân Đức về phía Nam và giải phóng Podborovye. Một sư đoàn bộ binh Xô Viết cũng tấn công và chiếm giữ được một bàn đạp trên bờ Tây của hồ Chudsko. Cùng lúc đó, chiến sự tiếp tục xảy ra ở khúc cong của sông Plyussa, nơi các sư đoàn bộ binh số 58, 21, 24 của Đức chống giữ và quân Đức cũng đã bắt đầu mở một cuộc phản kích. Các quân đoàn số 116, 123 tại khu vực Zarudin (???) - Berezitse - Orehovno (???) sau nhiều ngày chiến đấu quyết liệt đã phá vỡ được hệ thống phòng thủ của quân địch, đánh tan 3 sư đoàn Đức. Một phần của sư đoàn bộ binh số 58 (Đức) bị bao vây. Quân Đức vội vã tung vào trận địa sư đoàn bộ binh thuộc không quân số 13 và một phần sư đoàn thiết giáp số 12 để cứu vãn tình hình nhưng các lực lượng này đã bị đánh bại với tổn thất hết sức nặng nề. Trung đoàn bộ binh ném lựu thuộc sư đoàn thiết giáp số 12 cũng bị lọt vào vòng vây. Ngày 13 tháng 2, quân Đức trong vòng vây, bỏ lại hết xe tăng và đại bác, tổ chức một cuộc tấn công nhằm phá vòng vây chạy về Strugi Krasniye, băng qua hồ Chyornoye nhưng thất bại và chỉ có một số ít chạy thoát. Cho đến ngày 15 tháng 2, hai quân đoàn của Tập đoàn quân số 42, bao quanh bởi các lực lượng Đức bị đánh tan, tiếp tục tiến về hướng Strugi Krasniye và Plyussa.
Cùng với Tập đoàn quân số 42, tại phía Tây và Tây Bắc Luga các quân đoàn số 110, 117 của Tập đoàn quân số 67 cũng nổ súng tiến công. Gặp phải sự chống cự quyết liệt của quân Đức ở khúc cong Krasniye Gory - Dolgovka, mãi đến ngày 11 tháng 2 Tập đoàn quân số 67 mới có thể tiếp cận được Luga.
Các đợt tấn công của Tập đoàn quân số 42, 67 đã khiến quân Đức ở Luga tơi vào tình thế rất nguy hiểm. Khả năng giữ được "tuyến Luga" và ngăn chận bước tiến của quân đội Liên Xô coi như không còn. Tuy nhiên, mặc dù các quân đoàn bộ binh số 123, 116 đã tiếp cận được ngoại vi Luga, họ vẫn chưa cắt đứt được tuyến đường bộ chạy về Pskov. Vì vậy, một phần của Tập đoàn quân số 18 vẫn còn khả năng chạy thoát khỏi khu vực Luga.

### Hoạt động của Phương diện quân Volkhov

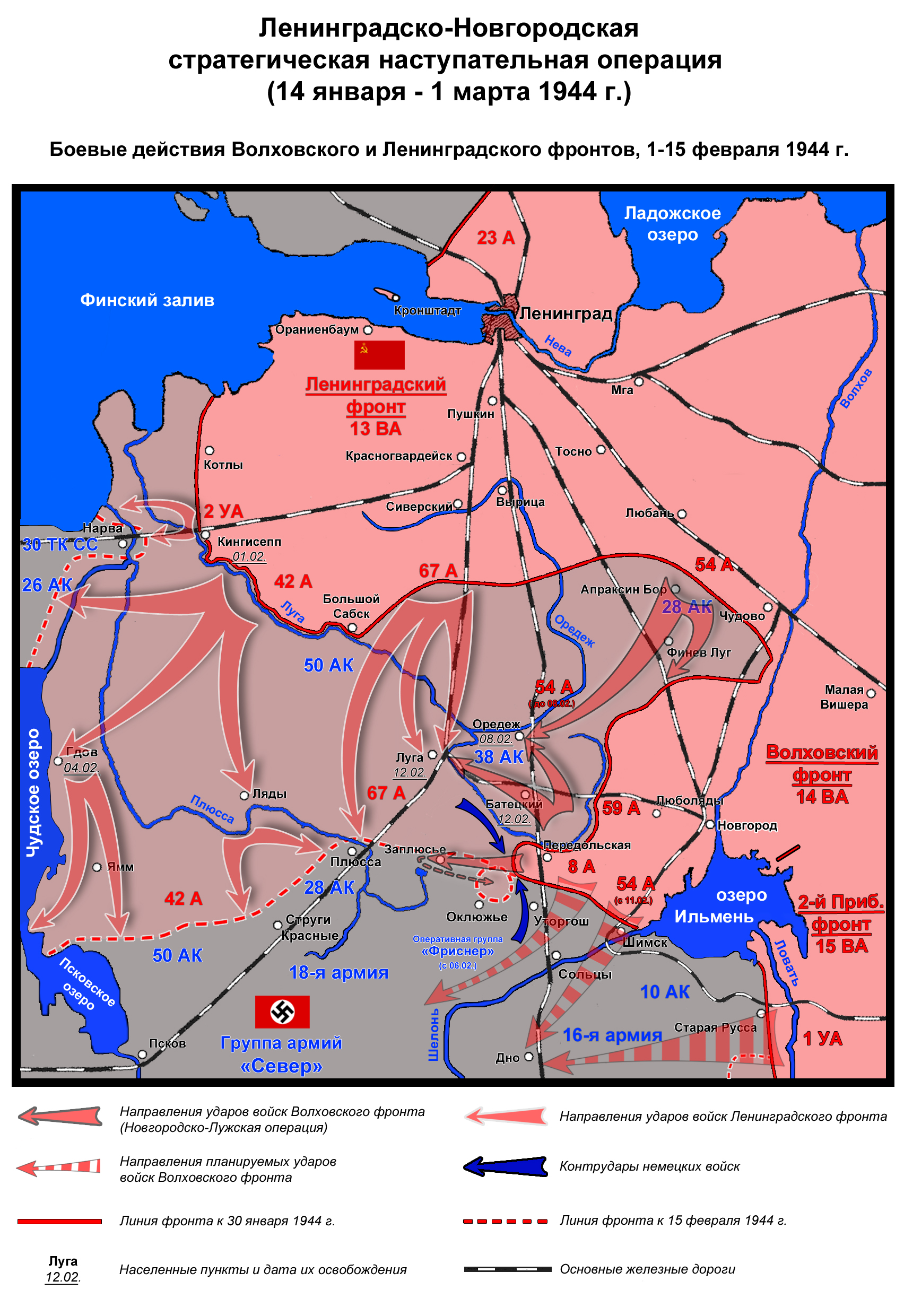
Нoạt động của Phương diện quân Lenungrad và Volkhov, 1-15 tháng 2 năm 1944

Khi tháng 2 bắt đầu, ba Tập đoàn quân của Phương diện quân Volkhov tiếp tục mở các đợt tiến công mới để hoàn thành nhiệm vụ còn dang dở ở Luga. Theo kế hoạch, Tập đoàn quân số 54 tấn công Luga từ phía Tây Bắc và sẽ tìm cách hội quân với Tập đoàn quân số 59 đánh lên từ mặt Đông Nam tại Oredezh - Batyetskiy. Hướng tấn công khó khăn nhất do Tập đoàn quân số 8 phụ trách, tiến dọc theo tuyến đường sắt Luga - Pskov nhằm trợ giúp cho mũi tấn công của Tập đoàn quân số 59 và các đơn vị khác, phối hợp với mũi tấn công của Tập đoàn quân xung kích số 1 tiến hành bao vây và tiêu diệt cánh phải của Tập đoàn quân số 16 tại khy vực hồ Ilmen. Tập đoàn quân xung kích số 1 - được điều sang Phương diện quân Volkhov từ đầu tháng 2 - có nhiệm vụ chọc thủng phòng tuyến quân Đức tại phía Nam Staraya Russa và tiến về ga xe lửa Dno, hội quân với Tập đoàn quân số 8. Do hướng tấn công của Tập đoàn quân số 8 là khó nhất, không lâu sau đó Đại bản doanh lại tiếp tục tăng cường binh lực cho hướng tấn công này. Từ ngày 8 tháng 2 trở đi, sau khi một phần của Tập đoàn quân số 54 giải phóng Oredezh, họ được điều sang Tập đoàn quân số 67 của Phương diện quân Leningrad, và tổng hành dinh của Tập đoàn quân được chuyển về cánh trái của Phương diện quân Volkhov. Chỉ huy các quân đoàn bộ binh số 111 và 119, Tập đoàn quân số 54 được lệnh phải phối hợp với các Tập đoàn quân xung kích số 1, Tập đoàn quân số 8 nhằm bao vây và tiêu diệt quân Đức ở khu vực Staraya Russa.
Mặc dù được tăng cường và tái bố trí binh lực đáng kể, các cuộc tấn công của Hồng quân vào Luga vẫn gặp rất nhiều khó khăn. Tập đoàn quân số 59 gặp phải sự kháng cự quyết liệt của quân đoàn số 38 (Đức) và chỉ tiến được 25 cây số sau 5 ngày. Mãi sau khi Tập đoàn quân số 54 giải phóng Oredezh, quân Đức mới chịu rút lui nhưng vẫn tiếp tục chống giữ quyết liệt ở Batyetskiy cho đến ngày 12 tháng 2, chặn bước tấn công của Tập đoàn quân số 59. Tập đoàn quân số 8 tiến theo tuyến đường sắt Luga-Pskov tỏ ra thành công hơn. Quân đoàn bộ binh số 7 (được tăng cường sư đoàn bộ binh số 256, lữ đoàn bộ binh số 1 và 2 tiểu đoàn xe tăng) đã đột phá đáng kể trong ngày 2 tháng 2 và cắt đứt tuyến đường bộ Pskov - Luga tại nơi gần làng Elemtsy (???). Tuy nhiên do Tập đoàn quân số 59 và lực lượng chính của quân đoàn bộ binh số 14 (thuộc Tập đoàn quân số 8) tiến chậm, cạnh sườn phải của quân đoàn bộ binh số 7 bị hở và không được các lực lượng trên che chở.
Trước tình hình cần phải khôi phục lại quyền kiểm soát tuyến đường bộ Pskov - Luga bằng mọi giá, quân Đức đã quyết định mở một đợt phản kích vào quân đoàn bộ binh số 7. Sư đoàn bộ binh số 285 và lực lượng cận vệ của sư đoàn thiết giáp số 12 được lệnh đánh từ phía Bắc hồ Cheremenetskogo, còn sư đoàn bộ binh số 121 đánh từ Utorgosh ở phía Nam. Ngày 3 tháng 2, các mũi phản kích của Đức gặp nhau ở Strashevo, bao vây một phần lực lượng Liên Xô thuộc quân đoàn bộ binh số 7. Trong vòng vây là một phần của các sư đoàn bộ binh số 256, 372 và một trung đoàn của lữ đoàn du kích số 5. Tuy nhiên, số binh sĩ Liên Xô bị vây dưới sự chỉ huy của Đại tá A. G. Koziev - chỉ huy của sư đoàn bộ binh số 256 - đã chiến đấu hết sức quyết liệt. Họ rút lui khỏi tuyến đường bộ Pskov - Luga về phía làng Oklyuzhye (???) và bắt đầu tổ chức phòng ngự. Cụm quân của Koziev đã nhận được tiếp tế về lương thực, đạn dược từ Tập đoàn quân số 8 bằng đường không và liên tục đánh tan các cuộc tấn công của quân Đức suốt từ ngày 6 tới ngày 15 tháng 2.
Lo lắng về tình hình số quân bị vây, bộ tư lệnh Phương diện quân ngay lập tức tổ chức một cuộc tấn công với mục tiêu giải vây cho khối quân Koziev, đập tan quân Đức ở Tây Nam Luga và cắt đứt tuyến liên lạc, tiếp vận của quân địch. Quân đoàn bộ binh số 99 (bao gồm các sư đoàn bộ binh số 229, 265, 311) thuộc lực lượng dự bị của Đại bản doanh đã được điều đến mặt trận và tấn công vào khu vực Utorgosh, Strugi Krasniye. Cùng lúc đó, sau khi được tăng cường binh lực, quân đoàn bộ binh số 14 được lệnh tấn công vào Soltsy. Vào ngày 7 tháng 2, quân đội Liên Xô tiếp tục nổ súng tấn công. Họ đã gặp phải sức chống cự dữ dội của Quân đoàn bộ binh nhẹ số 8 (Đức) - được yểm hộ bởi xe tăng và máy bay - và đến tận ngày 15 tháng 2 quân đội Liên Xô vẫn chưa thể hoàn thành đầy đủ nhiệm vụ được giao. Tuy nhiên, những đợt tấn công của quân đội Liên Xô đã khiến cho việc tiếp tế cho nhóm quân Koziev trở nên thuận lợi hơn rất nhiều. 5 февраля на помощь 8-й армии прибыли части 59-й армии, которые 16 февраля деблокировали «группу А.Г. Козиева».
Sự kháng cự quyết liệt của quân Đức đã khiến cho các Tập đoàn quân số 8 và 54 của Liên Xô không thể hỗ trợ hiệu quả cho Tập đoàn quân xung kích số 1. Tập đoàn quân xung kích số 1, với binh lực gồm 4 sư đoàn bộ binh và 1 lữ đoàn bộ binh, vào đầu tháng 2 đã phát động tấn công trên một trận tuyến dài 100 cây số. Do sự chống cự dữ dội của các lực lượng Đức (bao gồm sư đoàn bộ binh thuộc không quân số 21, sư đoàn bộ binh số 30 và sư đoàn Latvia SS số 15 của Tập đoàn quân số 16), Tập đoàn quân xung kích số 1 tiến rất chậm và đến giữa tháng 2 chỉ đột phá được một vài cây số.

### Quân Đức rút khỏi Luga
Quân đội Liên Xô đã không thành công trong việc bao vây quân Đức ở Luga và cả ở phía Tây Nam hồ Ilmen, tuy nhiên tình hình của Tập đoàn quân số 18 (Đức) vẫn hết sức nguy hiểm và bắt buộc phải rút lui để bảo toàn lực lượng. Cho đến cuối cùng, tân tư lệnh Cụm Tập đoàn quân Bắc Walter Model vẫn tin tưởng rằng có thể giữ vững phòng tuyến giữa hồ Ilmen và hồ Chudsko, tuy nhiên ý kiến của ông ta không được Bộ Tư lệnh tối cao lục quân Đức ủng hộ. Bản thân Hitler lần này cũng cho rằng cần phải rút lui để tránh bị bao vây. Vì vậy Model buộc phải tuân lệnh. Ngày 8 tháng 2 các lực lượng hậu vệ và trợ chiến tại Luga bắt đầu rút lui về phía Pskov, tiếp sau đó là lực lượng chính của Tập đoàn quân số 18. Đến chiều ngày 12 tháng 2, Luga - vốn vẫn còn được đồn trú bởi các lực lượng chặn hậu của quân Đức - đã được các sư đoàn bộ binh số 120, 123, 201, 46 (của Tập đoàn quân số 67) với sự hỗ trợ của sư đoàn bộ binh số 377 (của Tập đoàn quân số 59) giải phóng. Sau khi giải phóng Luga, quân đội Liên Xô tiếp tục tiến công truy kích quân Đức đang tổ chức lui binh về tuyến Panther-Wotan.

### Phương diện quân Volkhov bị giải tán
Ngày 13 tháng 2 năm 1944, Đại bản doanh ban hành chỉ thị số 220023 với nội dung giải tán Phương diện quân Volkhov. Các tập đoàn quân số 54, 59, 8 được chuyển sang Phương diện quân Leningrad, còn Tập đoàn quân xung kích số 1 được trả về cho Phương diện quân Baltic 2. Bộ khung chỉ huy của Phương diện quân Volkhov được chuyển về lực lượng dự bị của Đại bản doanh. Việc giải tán Phương diện quân Volkhov được thực hiện theo đề nghị của Đại tướng L. A. Govorov - tư lệnh Phương diện quân Leningrad. Govorov cho rằng việc chỉ huy toàn bộ binh lực Liên Xô tại khu vực Pskov nên được thống nhất thành một mối dưới quyền điều hành của Phương diện quân này. Trong thời gian đó, Tư lệnh Phương diện quân Volkhov K. A. Meretskov vừa mới lập một kế hoạch tấn công vào Latvia, Estonia, Byelarussia; rõ ràng chỉ thị giải tán Phương diện quân Volkhov là một điều hoàn toàn bất ngờ đối với Meretskov.
Trong hồi ký của mình, Đại tướng S. M. Shtemenko - đại diện Ban tham mưu của Phương diện quân Baltic 2 - đã cho rằng quyết định giải tán Phương diện quân Volkhov là một sai lầm:
| “                  | Đến tháng 3, chúng tôi nhận ra rằng Phương diện quân Leningrad, sau khi nhận được toàn bộ binh lực và trận tuyến của Phương diện quân Volkhov, đã trở nên quá cồng kềnh. Nó bao gồm đến 7 Tập đoàn quân và tác chiến trên bốn khu vực chiến dịch khác nhau: Vyborg, Tallinn, Pskov và Ostrov. Đây là một ảnh hưởng rất tiêu cực đến việc chỉ huy và điều khiển. | ” |
| — S. M. Shtemenko, | |   |

Hơn hai tháng sau, vào ngày 18 tháng 4 năm 1944, quân đội Liên Xô đã cho thành lập Phương diện quân Baltic 3, với lực lượng bao gồm các Tập đoàn quân số 42, 54, 67 của Phương diện quân Leningrad và Tập đoàn quân xung kích số 1 của Phương diện quân Baltic 2.

## Kết quả chiến dịch
Chiến dịch tấn công Novgorod-Luga là một thắng lợi mang tính chất quyết định của quân đội Liên Xô và cũng là thắng lợi quyết định đến sự thành bại chung cuộc của toàn bộ chuỗi chiến dịch Leningrad-Novgorod.
Tuy nhiên, diễn biến chiến dịch không diễn ra thuận lợi như dự đoán. Quá trình giải phóng Luga diễn ra khá vất vả: quân đội Liên Xô không thể làm chủ được Luga đúng thời hạn và một mình Phương diện quân Volkhov cũng không thể đánh gục được quân Đức ở Luga như theo kế hoạch. Các Tập đoàn quân số 42 và 67 của Phương diện quân Leningrad buộc phải được huy động đến để trợ lực cho cuộc chiến ở Luga và điều này đã khiến mũi tấn công vào Narva bị yếu đi đáng kể. Tập đoàn quân số 18 của Đức mặc dù bị giáng cho một thất bại nặng nề nhưng vẫn bảo toàn được chủ lực và sức chiến đấu, đủ để ngăn không cho quân đội Liên Xô phá vỡ tuyến Panther-Wotan và tiến vào khu vực Baltic trong mùa xuân năm 1944.
Một trong những nguyên nhân của các khó khăn nêu trên là do Phương diện quân Baltic 2 đã không hoàn thành nhiệm vụ. Các đợt tấn công của họ đã không đạt được kết quả như mong đợi và không đủ sức găm giữ hoàn toàn Tập đoàn quân số 16 (Đức), khiến cho Tập đoàn quân số 16 có thể điều động khá nhiều binh lực tới cố thủ ở Luga. Đại tướng (sau này là Nguyên soái) K. A. Meretskov - tư lệnh Phương diện quân Volkhov đã viết trong hồi ký của mình như sau:
| “                  | Trong khi Phương diện quân Leningrad ở cánh bên phải của chúng ta đã cùng phối hợp nhịp nhàng như cùng một cỗ máy, thì ở cánh trái lại không được như thế. Просто брала досада, когда приходилось видеть подобную несогласованность, может быть и по нашей вине. Tôi đã liên tục báo cáo điều này về Đại bản doanh, và bản thân Bộ Tổng tư lệnh tối cao cũng đang cố gắng chỉnh sửa mọi việc theo một hướng khác, tuy nhiên vào lúc đó, dường như, chúng ta không có thời gian. | ” |
| — K. A. Meretskov, | |   |

Vì vậy, Phương diện quân Volkhov không thể đục thủng được phòng tuyến của quân Đức và giải phóng Luga vào cuối tháng 1 theo kế hoạch. Tuy nhiên, quân Đức chỉ có thể làm chậm bước tiến của các Phương diện quân Leningrad và Volkhov. Các chỉ huy Xô Viết đã có những điều chỉnh cần thiết đối với kế hoạch và tái tổ chức lại lực lượng một cách kịp thời. Quân đội Liên Xô đã tiếp tục cuộc tấn công và cuối cùng đã đập vỡ được "tuyến Luga", buộc quân Đức phải triệt thoái về một phòng tuyến mới giữa khu vực hồ Ilmen và hồ Chudsko. Từ nửa cuối tháng 2 trở đi, Cụm Tập đoàn quân Bắc phải tổng triệt thoái về tuyến Panther-Wotan. Cho đến ngày 15 tháng 2, Phương diện quân Volkhov cùng với các Tập đoàn quân số 42 và 67 của Phương diện quân Leningrad đã tiến xa 50-120 cây số, tiếp cận phòng tuyến tại bờ phía Nam của hồ Chudsko - Plyussa - Utorgosh - Shimsk, giải phóng 779 điểm dân cư trong đó có các thành phố quan trọng như Novgorod, Luga, Batyetskiy, Oredezh, Mga, Tosno, Lyuban, Chudovo. Quan trọng hơn, quân đội Liên Xô đã giành lại quyền kiểm soát nhiều tuyến giao thông đường sắt có tầm quan trọng chiến lược như tuyến đường sắt Kirov và đường sắt Tháng Mười. Không lâu sau đó, 7 tuyến đường sắt từ Leningrad sẽ được tái khởi động: ở Vologda, Rybinsk, Moskva, Novgorod, Batyetskiy, Luga và Ust-Luga.

## Thương vong

### Quân đội Liên Xô
Theo nghiên cứu thống kê "Nga và Liên Xô trong các cuộc chiến tranh của thế kỷ 20", thương vong của Phương diện quân Volkhov trong chiến dịch này là 12.011 chết và mất tích và 38.289 bị thương và bị ốm. Thương vong của Tập đoàn quân xung kích số 1 (được phối thuộc cho Phương diện quân Volkhov từ ngày 2 tháng 2 - 15 tháng 2 năm 1944) trong thời gian từ 14 tháng 1 đến 10 tháng 2 là 1.283 chết và mất tích và 3.759 bị thương và bị ốm.
Theo báo cáo về chiến dịch Novogorod-Luga của Phương diện quân Volkhov, thương vong của Phương diện quân từ ngày 14 tháng 1 đến 11 tháng 2 (tính luôn cả thương vong của Tập đoàn quân xung kích số 1 từ ngày 1 đến 10 tháng 2) là 16.542 chết và mất tích và 46.191 bị thương và bị ốm. Thương vong lớn nhất thuộc về Tập đoàn quân số 59 với 25.155 chết và bị thương (trong đó số thương vong trong quá trình giải phóng Novgorod là 14.473 people), còn Tập đoàn quân số 8 tổn thất là 22.253 người.
Thêm vào đó, các Tập đoàn quân số 42 và 67 của Phương diện quân Leningrad cũng chịu thương vong đáng kể trong quá trình phối hợp với Phương diện quân Volkhov giải phóng tuyến đường sắt Tháng Mười và Luga. Các thương vong này được tính chung vào tổng thương vong của Phương diện quân trong toàn bộ chuỗi chiến dịch Leningrad-Novgorod.

### Quân đội Đức Quốc xã
Do quân đội Đức Quốc xã buộc phải tổ chức rút lui khỏi Leningrad rất sớm và vội vã, thương vong của các Tập đoàn quân số 16 và 18 chỉ có thể được họ thống kê một cách sơ sài, vì vậy việc ước lượng thương vong của quân Đức rất khó. Tuy nhiên, có thể nói rằng quân Đức đã bảo toàn được chủ lực của hai Tập đoàn quân này.
Theo các tài liệu Liên Xô, phương diện quân Volkhov đã đánh tan 8 sư đoàn bộ binh và 1 sư đoàn thiết giáp, đánh thiệt hại nặng 4 sư đoàn bộ binh, giết, làm bị thương và bắt sống 82.000 tên địch.

## Thông tin thêm

Bức tranh «Бегство фашистов из Новгорода» Kukryniksy,1944-1946

Ngày 27 tháng 1 năm 1944, Hội đồng quân sự của Phương diện quân Leningrad tuyên bố vòng vây đối với thành phố Leningrad đã được phá giải hoàn toàn. Trong tuyên bố đã nêu tên các Phương diện quân Leningrad và Hạm đội Baltic, tuy nhiên Phương diện quân Volkhov - lực lượng đóng vai trò quan trọng 
không kém - lại không được nêu tên.
Khi quân đội Liên Xô giải phóng Novgorod vào ngày 20 tháng 1 năm 1944, thành phố này gần như bị bỏ hoang. Chỉ có 40 trong số 2.500 ngôi nhà không bị phá hủy. Nhiều công trình kiến trúc quan trọng trong đó có giáo đường Thánh Xôphia và tượng đài "Thiên niên kỷ Nga" bị hư hại nghiêm trọng. Chỉ còn 30 người trong thành phố sống sót, số còn lại đều bị quân phát xít giết hại hay bị chở về Đức.
Năm 2008, các thành phố Novgorod và Luga được phong danh hiệu "thành phố vinh quang quân sự" (Город воинской славы) vì "sự dũng cảm, kiên định và chủ nghĩa anh hùng tập thể của những người bảo vệ thành phố trong cuộc chiến vì độc lập và tự do của Tổ quốc".

### Hồi ký
- Жаркой Ф. М. (F. M. Zharkoy) Танковый марш. — СПб., 2011. — 175 с.
- Мерецков К. А. (K. A. Meretskov) На службе народу. — М.: Политиздат, 1968.

### Nghiên cứu lịch sử
- Гланц Д. Битва за Ленинград. 1941—1945 (David M. Glantz. The Battle for Leningrad. 1941-1945) / Пер. У. Сапциной. — М.: Астрель, 2008. — 640 с. — ISBN 978-5-271-21434-9
- Шигин Г. А. Битва за Ленинград: крупные операции, «белые пятна», потери / Под ред. Н. Л. Волковского. — СПб.: Полигон, 2004. — 320 с. — ISBN 5-17-024092-9